# Thomas Petch
Thomas Petch (11 de marzo de 1870 - 24 de diciembre de 1948 ) fue un prolífico micólogo , y fitopatólogo inglés, recordado por su obra sobre las interacciones fungi - insectos.

## Algunas publicaciones
- 1925. Entomogenous fungi and their use in controlling insect pests. N.º 71 de Bulletin (Ceylon. Dept. of Agriculture). H. R. Cottle. 10 pp.

- 1924. Meristic variation in Loranthus. 3 pp.

- 1917. Hevea tapping results: Experiment Station, Peradeniya, 1916. N.º 34 de Bulletin (Ceylon. Dept. of Agriculture). H. R. Cottle. 10 pp.

- 1913. Legislation against the diseases and pests of cultivated plants in Ceylon

### Libros
- 1950. The fungi of Ceylon. N.º 6 de Peradeniya manual. Government Pub. Bureau. 111 pp.

- 1947. Nectria fuscospora Plowr. 94 pp.

- 1945. Stilbum tomentosum Schrad. 109 pp.

- 1923. The diseases of the tea bush. Macmillan. 220 pp.

- 1922. The Royal Botanic Gardens, Peradeniya, Ceylon 1822-1922. Cave. 65 pp. Con Frank Arthur Stockdale, Hugh Fraser Macmillan

- 1921. The diseases and pests of the rubber tree. Macmillan. 278 pp. Reimpreso General Books LLC, 2010. 178 pp. ISBN 1-152-82327-2

- 1911. The physiology & diseases of Hevea brasiliensis: the premier plantation rubber tree. Dulau & Co. 268 pp.

- 1908. The phalloideae of Ceylon. Skien. 184 pp.

## Honores
- 1920: presidente de la Sociedad Micológica Británica

- La abreviatura «Petch» se emplea para indicar a Thomas Petch como autoridad en la descripción y clasificación científica de los vegetales.[1]